# Nukleosynteza

Nukleosynteza przykłady reakcji.

Pochodzenie pierwiastków.

Nukleosynteza – proces, w którym powstają nowe jądra atomowe w wyniku łączenia się nukleonów, czyli protonów i neutronów, lub istniejących już jąder atomowych i nukleonów. Obecny skład izotopowy Wszechświata jest głównie skutkiem naturalnej nukleosyntezy.

## Pierwotna nukleosynteza
W ciągu kilku-kilkunastu minut po Wielkim Wybuchu powstał wodór (1H), deuter (2H), hel-3 (3He), hel-4 (4He) oraz małe ilości litu i berylu. Na początku ery radiacyjnej Wszechświat składał się z protonów, neutronów, elektronów, neutrin i fotonów. Pierwszym jądrem złożonym było jądro deuteru, czyli deuteron.
{\displaystyle \operatorname {p+n\to ~_{1}^{2}D+\gamma } }
Ponieważ jest ono jądrem dość słabo związanym (energia wiązania ~2,2 MeV), mogło powstać dopiero wtedy, gdy średnia energia promieniowania tła spadła poniżej tej wartości, gdyż inaczej proces rozpadu jądra pod wpływem promieniowania przeważa nad procesem jego kreacji. Powstałe deuterony reagowały z protonami i neutronami tworząc jądra trytu i helu-3.
{\displaystyle \operatorname {^{2}_{1}D+n\to ~_{1}^{3}T+\gamma } }
{\displaystyle \operatorname {^{2}_{1}D+p\to ~_{2}^{3}He+\gamma } }
Następnie powstałe nuklidy reagowały ze sobą tworząc jądra helu-4.
{\displaystyle \operatorname {^{2}_{1}D+_{1}^{2}D\to ~_{2}^{4}He+\gamma } }
{\displaystyle \operatorname {^{2}_{1}D+_{1}^{3}T\to ~_{2}^{4}He+n} }
{\displaystyle \operatorname {^{2}_{1}D+_{2}^{3}He\to ~_{2}^{4}He+p} }
Oprócz helu powstały też niewielkie ilości litu i berylu.
{\displaystyle \operatorname {^{4}_{2}He+_{1}^{3}T\to ~_{3}^{7}Li+\gamma } }
{\displaystyle \operatorname {^{4}_{2}He+_{2}^{3}He\to ~_{4}^{7}Be+\gamma } }
W procesie pierwotnej nukleosyntezy nie powstały cięższe nuklidy, gdyż brak stabilnych nuklidów o masach atomowych 5 i 8, mogących być pomostem ku wytworzeniu cięższych jąder. Dodatkowym faktem jest, że rozszerzanie się Wszechświata zahamowało pierwotną nukleosyntezę, gdyż spadek gęstości materii oznaczał coraz mniejsze prawdopodobieństwo zajścia reakcji jądrowych. Wyższe nuklidy powstały dopiero po zagęszczeniu się materii w postaci gwiazd.

## Gwiezdna nukleosynteza
W gwiazdach ciągu głównego na diagramie H-R hel jest syntetyzowany z wodoru na dwa możliwe sposoby: w ciągu reakcji zwanych cyklem protonowym (mało masywne gwiazdy) lub też w cyklu węglowo-azotowo-tlenowym (bardziej masywne gwiazdy).
W olbrzymach i nadolbrzymach następuje „spalanie” helu i synteza węgla, a następnie tlenu, neonu i magnezu, w procesach z udziałem cząstek alfa (jąder helu-4). Wyższe nuklidy, od krzemu aż do niklu, powstają w wyniku fuzji węgla, tlenu, neonu, magnezu i helu. Nuklidy o nieparzystych liczbach atomowych powstają w wyniku wychwytu neutronów lub protonów.

## Nukleosynteza w supernowych
Podczas wybuchu supernowych powstają nuklidy cięższe od niklu, m.in. w procesie szybkiego wychwytu neutronów.

## Spalacja
Wysokoenergetyczne promieniowanie kosmiczne (składające się głównie z protonów) powoduje kruszenie (spalację) jąder atomowych napotkanych obiektów, m.in. atomów w ziemskiej atmosferze. Promieniowanie kosmiczne jest odpowiedzialne za syntezę nuklidów litu, berylu i boru, które nie powstają podczas nukleosyntezy w gwiazdach, a także za powstawanie niektórych cięższych jąder (np. węgla-14).